# Bataille de la Strėva
Les Croisades baltes
Batailles
- Aizkraukle (1279) (en)
- Turaida (1298) (en)
- Wopławki (1311) (en)
- Christmemel (1315) (en)
- Medininkai (1320) (en)
- Memel (1323) (en)
- Brandebourg (1326) (en)
- Medvėgalis (1329) (en)
- Galialaukė (1338) (it)
- Pilėnai (1348) (en)
- Strėva (1348)
- Kaunas (1362) (en)
- Kernavė (1365)
- Rudau (1370) (en)
- Marienwerder (1384)
- 1re Vilnius (1390)
- Vorskla (1399)
- Götteswerder (1402)
- 2e Vilnius (1402)
- Grunwald (1410)
- Marienbourg (1410) (en)
- Koronowo (1410) (en)

La bataille de la Streva se déroula le 2 février 1348 entre les chevaliers teutoniques et l’armée du Grand-duché de Lituanie sur les rives de la rivière Streva un affluent de la rive droite du Niémen près de la ville de Žiežmariai. Wigand de Marbourg clame que 18000 lituaniens furent tués ou noyés alors que l’ordre ne perdit 8 chevaliers et 60 soldats et que ce fut une des plus grandes victoires de l’ordre.
Narimantas et Manvydas deux fils du grand-duc Gediminas auraient été tués à cette bataille.

## Campagne et bataille
En 1347 en raison d’une trêve pendant la guerre de Cent Ans les chevaliers teutoniques virent arriver en Prusse de nombreux chevaliers français et anglais. L’expédition débuta à la fin de janvier 1348 mais en raison du mauvais temps le gros des forces ne progressa pas au-delà de Insterbourg. Une petite armée commandée par Winrich von Kniprode le futur grand maître pilla la Lituanie centrale. Elle se trouva rapidement en face des troupes lituaniennes dos à la rivière Streva ne pouvant franchir la rivière gelée que par petits groupes, laissant l'arrière-garde à la merci des Lituaniens, lorsque la plus grande partie de l’armée aurait traversé, . L’approvisionnement des chevaliers était limité et ils ne pouvaient attendre. Les Lituaniens commandés par Kęstutis ou Narimantas décidèrent de les harceler par des volées de flèches et de lances qui blessèrent de nombreux chevaliers. Les chevaliers lancèrent une attaque de cavalerie lourde qui brisa la formation des Lituaniens qui se noyèrent en nombre à tel point que les chevaliers purent traverser à «pied sec». Ce récit a donné lieu a de nombreuses critiques car le niveau de la rivière Streva est en général, à cette période de l’année très bas.
Les chevaliers continuèrent leur campagne en ravageant la région de Šiauliai sans opposition et détruisirent un château à Veliuona. A l’Est, la Lituanie perdit de son influence à Pskov et Novgorod en 1348, et à Smolensk l'année d'après.
La victoire fut attribuée à la Vierge Marie et un monastère fut créé en son honneur par le grand maître Winrich von Kniprode à Königsberg.
Cependant, du fait du changement de commandant (le Grand Maître Heinrich Dusemer von Arfberg était en mauvaise santé et mourut en 1353) et de la Peste Noire, les chevaliers de l'Ordre ne tirèrent pas avantage d'une des plus grandes défaites du Grand Duché de Lituanie.